# 阿孙塔·莱尼安特
阿孙塔·莱尼安特（義大利語：Assunta Legnante，1978年5月14日—），意大利女子田径运动员。她曾代表意大利参加2012年、2016年和2020年夏季残疾人奥林匹克运动会田径比赛，获得二枚金牌和二枚银牌。